# شهرستان کیروفسکی (سرزمین استاوروپول)
شهرستان کیروفسکی (به لاتین: Kirovsky District) یک شهرستان در روسیه است که در سرزمین استاوروپول واقع شده‌است.